# Upravljanje flotom
Upravljanje flotom predstavlja menadžment transportne flote preduzeća. 
Upravljanje flotom obuhvata motorna vozila (automobili, kombi vozila, kamioni), vazduhoplove (avioni, helikopteri itd.), brodove, građevinsku mehanizaciju, poljoprivrednu mehanizaciju, mehanizovane jedinice, kao i šinska vozila.
Upravljanje flotom može obuhvatiti procese održavanja mašina, telematiku (praćenje i dijagnoza), menadžment vozača ili rukovaoca, praćenje brzine, potrošnje goriva, motosati, bezbednosti itd.
Smanjenje cene poslovanja je jedan od važnih faktora za uspešnost i opstanak kompanije na tržištu, a bitan činilac u tom procesu je optimizacija upravljanja i održavanja flote mašina. Ovaj proces omogućava kompanijama i institucijama, čije je poslovanje vezano za transport, da smanje ili svedu na minimum rizike vezane za investiranje u mašine, unaprede efikasnost i produktivnost, kao i da smanje troškove transporta.

## Problemi
Upravljanje flotom mašina je složen proces, kojem se često ne pristupa na dovoljno organizovan i analitičan način, a posledica su povećani i/ili nepotrebni troškovi poslovanja. Neki od osnovnih problema sa kojima se susreću kompanije koje poseduju sopstvenu flotu mašina ili mašinski park su prezasićenost informacijama, integracija podataka u postojeći softverski sistem, stepen iskorišćenosti sredstava, skalabilnost softvera, kontrola nenamenskog korišćenja sredstava kao i upravljanje timom koji se nalazi na više lokacija.

## Softver za upravljanje flotom
Softver za upravljanje flotom omogućava zaposlenima da prate različite parametre vezane za pripadajuću flotu mašina. Softver, zavisno od nivoa složenosti, može da formira lični karton mašine ili vozača, prati potrošnju goriva, troškove održavanja vozila itd.
Nove softverske platforme omogućavaju praćenje podataka u realnom vremenu. Softver se više ne mora instalirati, već mu se može pristupiti preko bilo kog računara ili mobilnog uređaja sa internet vezom i veb brauzerom.

## Praćenje vozila
Jedna od osnovnih funkcija sistema za upravljanje flotom je praćenje vozila. Ova komponenta može biti bazirana na GPS-u, GLONASS-u ili GPRS triangulaciji, a podatke o poziciji, smeru i brzini obrađuje softver za upravljanje flotom.

## Dijagnostika
Napredni sistemi za upravljanje flotom pružaju mogućnost kombinovanja podataka koje beleži kompjuter mašine, kao što su kilometraža, motosati ili potrošnja goriva.

## Ponašanje vozača
Obradom prikupljenih podataka, moguće je formirati profil za bilo kog vozača (prosečna brzina, prekoračenje brzine, poštovanje trase itd).

## Tržište
Istraživanjem evropskog tržišta, došlo se do podatka da se, samo u periodu od 2009. do 2014. godine, broj jedinica u komercijalnim flotama popeo sa 1.5 miliona na 4 miliona.